# Юнг, Карл Густав
Карл Гу́став Юнг (нем. Carl Gustav Jung [ˈkarl ˈgʊstaf ˈjʊŋ]; 26 июля 1875, Кесвиль, Тургау, Швейцария — 6 июня 1961, Кюснахт, Цюрих, Швейцария) — швейцарский психолог и психиатр, философ и культуролог, педагог, основоположник аналитической психологии. С 1907 по 1912 год был близким соратником Зигмунда Фрейда.
Задачей аналитической психологии Юнг считал толкование архетипических образов, возникающих у пациентов. Юнг развил учение о коллективном бессознательном, в образах (архетипах) которого видел источник общечеловеческой символики, в том числе мифов и сновидений («Метаморфозы и символы либидо»). Цель психотерапии согласно Юнгу — осуществление индивидуации личности.
Также получила известность концепция психологических типов Юнга.

## Биография

### Ранние годы

#### Детство
Юнг родился 26 июля 1875 года в семье пастора швейцарской реформатской церкви в Кесвиле, Швейцария. Мать Юнга — Эмили Юнг — выросла в богатой семье. Дед и прадед со стороны отца были врачами.
«Я помню себя с двух или трех лет. Помню дом священника, сад, прачечную, церковь, водопады, величественную громаду Лауфена, миниатюрный замок Верц и ферму церковного сторожа. Это лишь  маленькие островки воспоминаний, проплывающие  в море смутных очертаний, каждый сам по себе, без связи  с остальными».«Воспоминания, сновидения, размышления»
Когда мальчику было шесть месяцев, его отца назначили в более престижный приход в Лауффене. Однако родители Карла не могли найти общий язык. Эмили Юнг была эксцентричной и депрессивной женщиной. Большую часть времени она проводила в спальне, где, по её словам, общалась по ночам с духами. Юнг больше общался с отцом. Хотя днём всё было нормально, Юнг рассказывал, что ночью его мать становилась странной и загадочной. Он утверждал, что однажды ночью увидел слегка светящуюся неясную фигуру, выходящую из комнаты матери, голова фигуры была расположена отдельно от шеи и парила в воздухе перед телом.
Мать Юнга покинула Лауффен на несколько месяцев по причине госпитализации под Базелем из-за неопознанной болезни. Отец взял с собой Карла, чтобы увидеться с незамужней сестрой Эмили в Базеле, но позже снова вернулся домой. Продолжающиеся эпизоды депрессии и подавленного настроения Эмили Юнг повлияли на отношение Карла к женщинам: он чувствовал «присущую ненадёжность» среди женщин. Позже он это описывал как «гандикап, с которого всё началось». Он полагал, что это поспособствовало его патриархальному отношению к женщинам. В 1879 Юнга отправили в Клингхондинген недалеко от Базеля. Перемена места жительства принудила Эмили Юнг к более тесному контакту с семьёй. Это вызвало у неё тоску.
Юнг был одиноким и замкнутым ребёнком. С самого детства он, как и его мать, верил, что у него есть две личности — современный швейцарский гражданин и личность, которая, скорее всего, относится к 18-му веку. «Личность № 1», как он это называл, была типичным учеником, живущим в нынешнем веке. Личность № 2 была гордым, авторитетным и влиятельным человеком прошлого. Хотя Юнг был близок к обоим родителям, он был разочарован академическим подходом отца к вере.
Детские воспоминания оставили огромный след в его жизни. В детстве он вырезал маленькую человеческую фигуру из школьной линейки и положил её в пенал. Туда же положил камень, который разрисовал, и спрятал коробку на потолке. Периодически он возвращался к статуэтке, часто неся маленькие кусочки бумаги с сообщениями, записанными на его собственном секретном языке. Позже Юнг понял, что эти ритуалы приносят ему чувство безопасности и насыщают его внутренний мир. Годы спустя он обнаружил, что между его опытом и практикой, связанной с тотемами в местных культурах, например с коллекционированием камней возле Арлесхайма или с предметами тюрунга из Австралии, присутствует совпадение. Он пришел к выводу, что его интуитивные церемониальные действия были бессознательным ритуалом, который он практиковал так, что это было поразительно близко к тому, как это практиковалось в отдалённых местах, о которых он, будучи мальчиком, ничего не знал. Его выводы о символах, психологических архетипах и коллективном бессознательном были частично вдохновлены этим опытом.
В возрасте 12 лет, незадолго до окончания его первого года обучения в Базельской гуманитарной средней школе, Юнг был жестоко сбит с ног другим мальчиком. Карл на время потерял сознание (позже Юнг посчитал, что инцидент был косвенно его ошибкой). Затем он решил: «Теперь нет смысла ходить в школу». С тех пор каждый раз, когда он ходил в школу или начинал писать домашнее задание, он терпел неудачу. Он оставался дома в течение шести месяцев, пока однажды не услышал, как его отец разговаривает со своим гостем, обеспокоенный будущими способностями мальчика поддерживать себя. Гость предполагал, что у мальчика эпилепсия. Столкнувшись с реалиями своей бедной семьи, Юнг осознал необходимость академического успеха. Он ходил в кабинет отца и изучал латинскую грамматику. Провалившись ещё 3 раза, Юнг в конце концов преодолел импульс и больше не впадал в подобное состояние. Позже, когда Юнг вспоминал о своём детстве, он понял, что это был невроз.

#### Университетские годы и начало карьеры
Юнг не планировал изучать психиатрию, потому что тогда она не считалась престижной. Но, читая учебник по психиатрии, он был очень воодушевлён, обнаружив, что психосоциальные заболевания являются болезнями личности. Также она подходила его интересам — эта дисциплина включала как биологическое, так и духовное образование. Это было то, что он искал. В 1895 году Юнг начал изучать медицину в Базельском университете.
В 1900 году начал работать в психиатрической клинике Bürgholz в Цюрихе в качестве ассистента Эйгена Блейлера. В то время Блейлер уже общался с австрийским неврологом Зигмундом Фрейдом.
Диссертация Юнга, опубликованная в 1903 году, называлась «О психологии и патологии так называемых оккультных феноменов». В 1906 году он опубликовал «Исследование словесных ассоциаций», а позже в этом же году отправил копию книги Фрейду. Наконец, между пожилым Фрейдом и Юнгом сложились тесная дружба и прочные профессиональные отношения. В течение шести лет они сотрудничали в своей работе. В 1912 году Юнг опубликовал «Символы и метаморфозы. Либидо» (известный в английском языке как «Психология бессознательного»), в котором были выявлены теоретические различия между ними. Их личная и профессиональная дружба рухнула — они оба утверждали, что не в состоянии признать, что могут ошибиться. После своего прорыва Юнг претерпел сложные, существенные психологические преобразования, усугубленные началом Первой мировой войны. Генри Элленбергер называет этот опыт «творческой болезнью» и сравнивает его с тем периодом Фрейда, который он сам называет неврастенией или истерией.

#### Военная служба

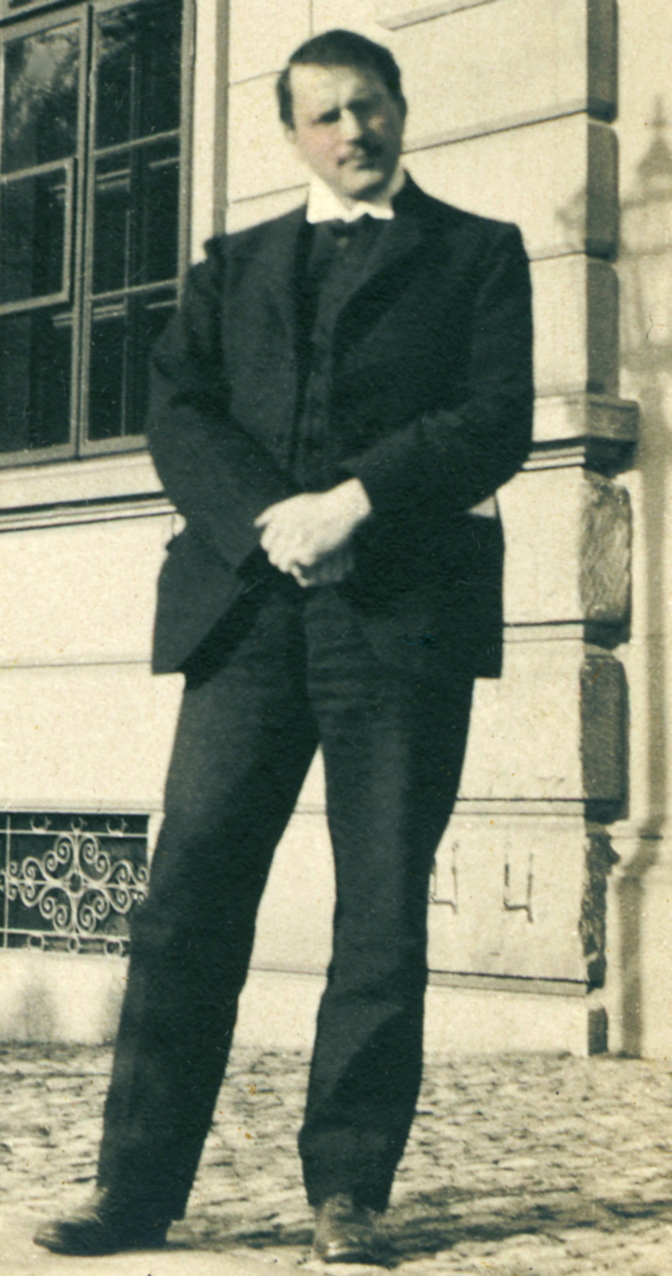
Юнг в 1910 году

Во время Первой мировой войны Юнга призвали военным врачом, и вскоре он стал комендантом лагеря для интернированных британских солдат и офицеров (швейцарский нейтралитет вынудил швейцарцев задерживать всех солдат, независимо от того, с какой стороны конфликта они пересекли границу Швейцарии, пытаясь избежать ловушек). Юнг прилагал усилия для улучшения условий жизни солдат, оказавшихся на нейтральной территории, и поощрял их посещение университетских курсов. В это время Юнг начал создавать свои первые рисунки мандалы.

### Брак
В феврале 1903 года Юнг женился на Эмме Раушенбах, женщине из богатой швейцарской семьи. У них было пятеро детей: Агата (1904), Грета (1906), Франц (1908), Марианна (1910) и Хелена (1914). Брак продолжался до смерти Эммы в возрасте 73 лет в 1955 году.
Во время его брака у Юнга были и внебрачные отношения. Самыми известными его девушками были:
- Тони Вульф — любовница, друг семьи.
- Сабина Шпильрейн — пациентка Юнга, впоследствии — его ученица. В 1942 году была расстреляна нацистами в Ростове-на-Дону.

Однако Юнг очень любил свою жену и горько оплакивал её смерть.

### Изоляция в середине жизни
Из-за публикации «Символы и метаморфозы. Либидо» в 1912 году произошел разрыв между Юнгом и Фрейдом. Фрейд отправил письмо, чтобы показать свой отказ рассмотреть идеи Юнга. Этот конфликт привел к тому, что Юнг описал в «Воспоминания, сновидения, размышления», как громкое неодобрение. Все кто знал Юнга, ушли от него, за исключением двух коллег. Юнг так описывал свою книгу: «попытка, успешная лишь частично, расширить границы применения медицинской психологии и охватить все психические явления во всём их многообразии». Книга была позже отредактирована и опубликована в 1952 году под названием «Символы трансформации».

#### Лондон 1913—1914
Юнг посещал лекции на собраниях Лондонского психомедицинского общества в 1913 и 1914 годах. Его поездки вскоре были прерваны войной, но его идеи продолжали привлекать внимание в Англии, главным образом благодаря усилиям Констанса Лонга. Затем первые тома его сборников были переведены на английский язык и опубликованы.

#### Красная книга
В 1913 году, в возрасте 38 лет, Юнг начал испытывать ужасную «конфронтацию с бессознательным». У него были видения и он слышал голоса. Время от времени Карл беспокоится о том, что ему угрожает психоз или шизофрения. В одиночестве он начал практиковать метод, который он позже назвал активным воображением. Юнг записывал все, что он чувствовал или видел в небольших дневниках. Затем он начал переписывать эти заметки в большую книгу, переплетённую красной кожей, над которой он работал с перерывами в течение 16 лет.
Юнг не оставил распоряжений о том, что делать с «Красной книгой» после его смерти. В конце концов, в 1984 году его семья поместила её в банковскую ячейку. Начиная с 2004 года в течение 3 лет британский историк Сону Шамдасани пытался убедить наследников Юнга опубликовать книгу, но они отказались. К середине сентября 2008 года книгу увидели менее десятка человек. Ульрих Хорни, внук Юнга, который управлял его архивами, решил опубликовать «Красную книгу», чтобы собрать дополнительные средства для фонда «Филемон». Фонд был создан Сону Шамдасани и американским аналитиком и редактором Стивеном Мартином в 2003 году, чтобы опубликовать все прежде не изданные труды и письма Юнга.
В 2007 году два техника из компании DigitalFusion для издательства WW Norton & Company сканировали рукопись при помощи сканера с разрешением 10 200 пикселей. Книга была опубликована 7 октября 2009 года на немецком языке с отдельным переводом на английский вместе с введением и примечаниями Шамдасани.
В Художественном музее Рубина в Нью-Йорке с 7 октября 2009 года по 15 февраля 2010 года впервые в истории была выставлена оригинальная рукопись «Красной книги» вместе с другими дневниками Юнга. По мнению организаторов выставки, «в период, когда Юнг работал над этой книгой, он развил основные теории об архетипах, коллективном бессознательном и процессе индивидуализации». Две трети книги содержат иллюстрации, выполненные самим Юнгом.

### Поздние годы и смерть
Юнг продолжал публиковать книги до конца своей жизни, в том числе «О летающих тарелках. О вещах, наблюдаемых в небе» (1959), в которых он анализировал архетипическое и возможное психологическое значение наблюдений НЛО. Он также сдружился с английским римско-католическим священником Виктором Уайтом, c которым состоял в переписке в течение 15 лет, начиная с 1945 года. Уайт восхищался Юнгом, однако по временам[каким?] подвергал его довольно жёсткой критике, в частности, за его работу «Ответ Иову» (1952).
В 1961 году Юнг закончил последний труд — первую часть коллективной работы «Человек и его символы» (опубликована в 1964 году) под названием «К вопросу о подсознании». Соавторами Юнга были Мари-Луиза фон Франц, Джозеф Л. Хендерсон, Аниэла Яффе и Иоланда Якоби.
Скончался 6 июня 1961 года в Кюснахте после непродолжительной болезни.

## Научные воззрения

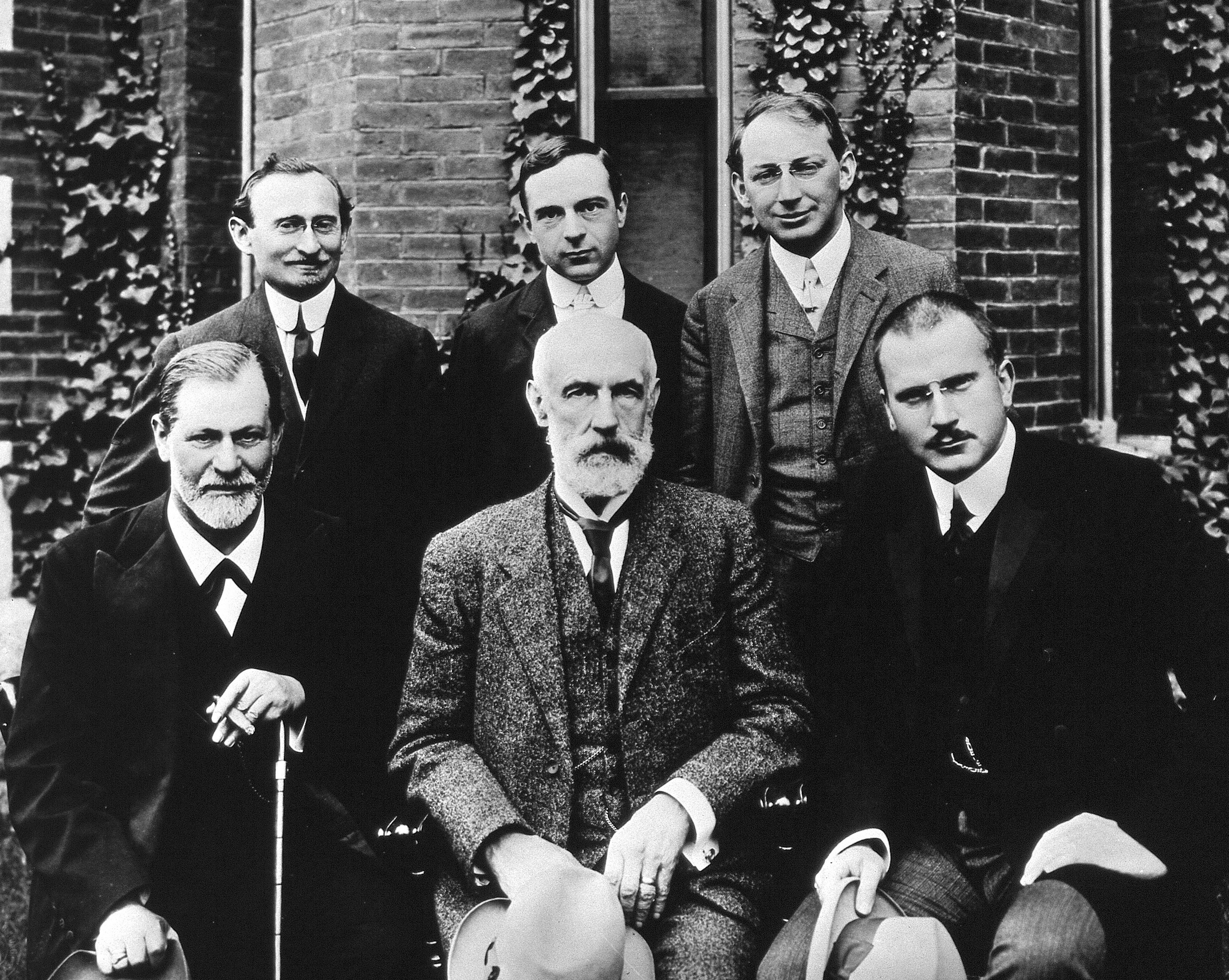
Групповое фото перед Университетом Кларка. Сидят: Фрейд, Холл, Юнг; стоят: Эбрахам А. Брилл, Эрнест Джонс, Шандор Ференци. 1909 год.

Первоначально Юнг развивал гипотезу, согласно которой мышление превалировало над чувством у мужчин, а чувство имело более высокий приоритет по сравнению с мышлением среди женщин. Впоследствии Юнг от этой гипотезы отказался.
Юнг отрицал теории, согласно которым личность полностью детерминирована её опытом, обучением и воздействием окружающей среды. Он считал, что каждый индивид появляется на свет с «целостным личностным эскизом … представленным в потенции с самого рождения». И что «окружающая среда вовсе не дарует личности возможность ею стать, но лишь выявляет то, что уже было в ней заложено», таким образом, отказавшись от ряда положений психоанализа. Вместе с тем Юнг выделял несколько уровней бессознательного: индивидуальное, семейное, групповое, национальное, расовое и коллективное бессознательное, которое включает в себя универсальные для всех времён и культур архетипы.
Юнг полагал, что существует определённая наследуемая структура психики, развивавшаяся сотни тысяч лет, которая заставляет нас переживать и реализовывать наш жизненный опыт вполне определённым образом. И эта определённость выражена в том, что Юнг назвал архетипами, которые влияют на наши мысли, чувства, поступки.
Юнг является автором ассоциативного теста, в ходе которого испытуемому предъявляют ряд слов и анализируют скорость реакции при назывании свободных ассоциаций к этим словам. Анализируя результаты тестирования людей, Юнг предположил, что некоторые сферы опыта у человека приобретают автономный характер и не подчиняются сознательному контролю. Эти эмоционально заряженные части опыта Юнг назвал комплексами. В основе комплекса, по его предположению, всегда может быть обнаружено архетипическое ядро.

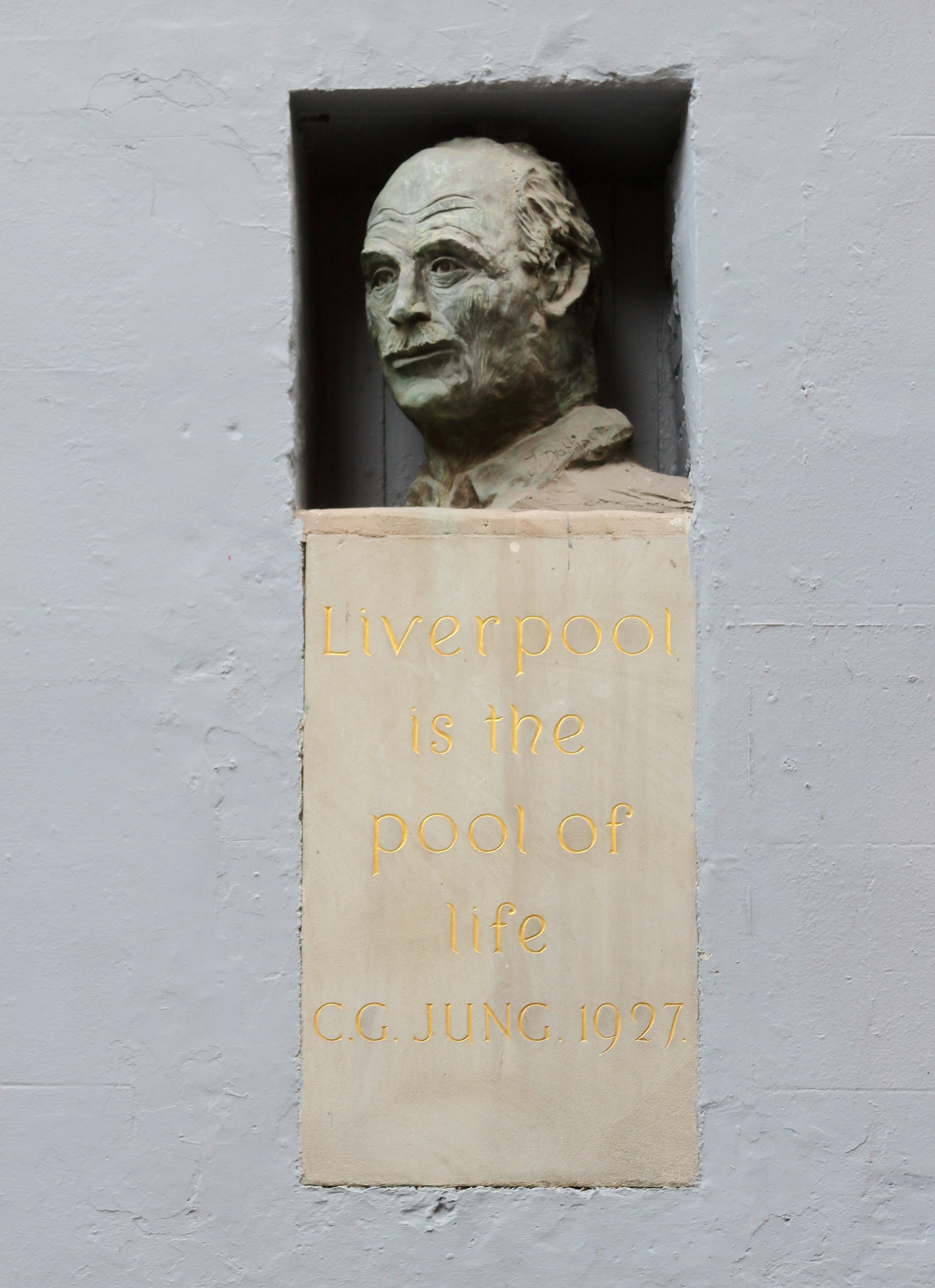
Статуя Юнга в Ливерпуле.

Юнг предполагал, что часть комплексов возникает в результате психотравмирующих ситуаций. Как правило, это моральный конфликт, целиком проистекающий из невозможности полного включения сущности субъекта. Но доподлинно природа возникновения и развития комплексов неизвестна. Образно, травмирующие ситуации откалывают от эго-комплекса кусочки, уходящие глубоко в подсознание и приобретающие далее определённую автономию. Упоминание информации, связанной с комплексом, усиливает защитные реакции, препятствующие осознаванию комплекса. Комплексы пытаются проникнуть в сознание через сновидения, телесные и поведенческие симптомы, паттерны отношений, содержание бреда или галлюцинаций в психозе, превосходя наши сознательные намерения (сознательную мотивацию). При неврозе грань, разделяющая сознательное и бессознательное ещё сохранена, но истончена, что позволяет комплексам напоминать о своем существовании, о глубоком мотивационном расколе личности.
Лечение по Юнгу идет по пути интеграции психологических составляющих личности, а не просто как проработка бессознательного по Фрейду. Комплексы, возникающие как осколки после ударов психотравмирующих ситуаций, несут не только ночные кошмары, ошибочные действия, забывание необходимой информации, но и являются проводниками творчества. Следовательно, объединить их можно посредством арт-терапии («активного воображения») — своего рода совместной деятельности между человеком и его чертами, несовместимыми с его сознанием в других формах деятельности.
Из-за разницы в содержании и тенденциях сознательного и бессознательного их конечного сращивания не происходит. Вместо этого происходит появление «трансцендентальной функции», делающей переход от одной установки к другой органически возможным без утраты бессознательного. Её появление является высоко эффективным событием — обретением новой установки.
Значительное влияние на идеи Юнга оказали идеи его коллеги Зигмунда Фрейда, однако в отличие от последнего Юнг допускал существование не только индивидуального бессознательного, которое выделял Фрейд, но и коллективного бессознательного. Кроме того Юнг критиковал упор Фрейда в сторону сексуального детерменизма человеческих действий, представляя таким образом более консервативное течение психологии.
Юнг также критиковал увлечение европейцев медитацией, называя это восточным способом подавления бессознательного, чуждого западному духу.

## Юнг и оккультизм
Ряд исследователей отмечает[кто?], что представления современного оккультизма прямо соотносятся с аналитической психологией Юнга и его концепцией «коллективного бессознательного», которую привлекают адепты оккультизма и деятели нетрадиционной медицины в стремлении научно обосновать свои взгляды.
В воспоминаниях Юнга мы узнаём, что мёртвые приходят к нему, звонят в колокольчик и их присутствие ощущает вся его семья. Вот он задаёт «крылатому Филемону» (своему «духовному руководителю») вопросы своим собственным голосом, а отвечает фальцетом своего женского существа — анимы, вот в его дом стучат
мёртвые крестоносцы… Неслучайно психотерапевтическая техника «активного воображения» Юнга разрабатывала принципы общения с мистическим миром и включала моменты вхождения в транс.
В то же время безусловный знак равенства между юнгианством и эзотерическими представлениями нашего времени ставить нельзя, поскольку учение Юнга отличается от них принципиально иным отношением к миру мистики и духа.

## Юнг в кинематографе
- «Гений» — сериал 2017 г.
- «Опасный метод» — фильм Дэвида Кроненберга 2011 г.
- «Сабина» — фильм Роберто Фаэнца 2002 г.
- «Меня зовут Сабина Шпильрейн» — фильм Элизабет Мартон 2002 г.
- «Карл Юнг: Мудрость сновидений» — 3-серийный документальный фильм 1989 г.
- «Фрейд» — 6-серийный телесериал 1984 г.

## Публикации сочинений на русском языке
- Психологические типы / Пер. Е. И. Рузера. — М.: Госиздат, 1924. — 96 с. — (Психологическая и психоаналитическая библиотека. Вып. 7). — 4,000 экз.
  - Избранные труды по аналитической психологии: Психологические типы / Пер. с нем. С. А. Лорие. — Цюрих: Мусагет, 1929. — 475 с.
  - Психологические типы. — М.—СПб.: Прогресс-Универс, 1995. — 718 с.
  - Психологические типы / Пер. с нем. С. А. Лорие. — М.: Университетская книга; АСТ, 1998. — 720 с. — (Классики зарубежной психологии). — 10,000 экз. — ISBN 5-88230-042-8. — ISBN 5-237-00313-3.
  - Карл Юнг: Психологические типы. — Академический проект, 2019. — 538 с. — ISBN 978-5-8291-2178-5. — ISBN 978-5-8291-2327-7.
- Архетип и символ. — Москва, 1991. — 304 с. — ISBN 5-7664-0462-X.
- Тибетская книга мёртвых. — СПб.: Изд-во Чернышёва, 1992. — 255 с. — 25,000 экз.
- Йога и запад: Сборник. — Львов: Iніцiатива, 1994. — 230 с. — ISBN 5-8823-0-014-2.
- Либидо, его метаморфозы и символы. — СПб., 1994. — 415 с.
- О психологии восточных религий и философий. — М.: Медиум, 1994. — (Первые публикации в России). — 15,000 экз. — ISBN 5-85-691-010-9.
- Собрание сочинений. Ответ Иову. — 1-е изд. — М.: Канон, 1995. — Т. 3. — 352 с. — (История психологии в памятниках). — 10,000 экз. — ISBN 5-88373-054-X.
  - Ответ Иову. — 3-е изд. — М.: Канон+, 2020. — 352 с. — (История психологической мысли в памятниках). — 1,000 экз. — ISBN 978-5-88373-614-7.
- Собрание сочинений. Дух Меркурий. — М.: Канон, 1996. — Т. 4. — 384 с. — (История психологии в памятниках). — 15,000 экз. — ISBN 5-88373-068-X.
- Душа и миф: шесть архетипов. — Киев: Государственная библиотека Украины для юношества, 1996. — 384 с. — ISBN 5770789581.
  - Душа и миф: шесть архетипов. — М.—Киев: Совершенство; Port-Royal, 1997. — 384 с. — (Бестселлеры психологии). — 10,000 экз. — ISBN 5-89441-002-9. — ISBN 966-7068-03-X.
- Карл Густав Юнг: дух и жизнь. Сборник. — М.: Практика, 1996. — 560 с. — 8,000 экз. — ISBN 5-88001-011-2.
- Совм. с Э. Нойманном. Психоанализ и искусство. — М.—Киев: REFL-book, Ваклер, 1996. — 304 с. — (Актуальная психология). — 10,000 экз. — ISBN 5-87983-036-5. — ISBN 966-543-000-9.
- Божественный ребенок. — М.: АСТ-ЛТД, 1997. — 400 с. — ISBN 5-7370-0493-4, 5-15-000037-Х.
- Синхронистичность: Сборник. — М.-Киев: Рефл-бук, Ваклер, 1997. — 320 с. — (Актуальная психология). — 8,000 экз. — ISBN 5-87983-057-8. — ISBN 966-543-175-7.
- Сознание и бессознательное: Сборник = The Portable Jung. — СПб.: Университетская книга, 1997. — 544 с. — (Классика психологии). — 10,000 экз. — ISBN 5-7914-0012-8.
- О природе психе: Сборник. — М.—Киев: Рефл-бук; Ваклер, 2002. — 414 с. — (Актуальная психология). — 2,000 экз. — ISBN 5-87983-109-4. — ISBN 966-543-073-4.
- Проблемы души нашего времени. — СПб.: Питер, 2002. — 352 с. — (Психология-классика). — ISBN 5-318-00683-3.
  - Проблемы души нашего времени. — СПб.: Питер, 2017. — 336 с. — ISBN 978-5-496-02567-6.
- Воспоминания, сновидения, размышления. — Минск: Харвест, 2003. — 496 с. — 5,000 экз. — ISBN 985-13-1220-7.
- Психология и алхимия. — М.: Рефл-бук, 2003. — 592 с. — ISBN 5-87983-049-7.
- Mysterium Coniunctionis: Таинство воссоединения. — Минск: Харвест, 2003. — 576 с. — 5,000 экз. — ISBN 985-13-1207-Х.
- Символы трансформации. — М.: АСТ, 2008. — 731 с. — (Philosophy). — 3,000 экз. — ISBN 978-5-17-039319-0.
- Структура и динамика психического. — М.: Когито-Центр, 2008. — 480 с. — (Карл Густав Юнг. Сочинения). — 3,000 экз. — ISBN 978-5-89353-230-2.
- Эон: Исследования о символике самости / Пер. с нем. В. М. Бакусева. — М.: Академический Проект, 2009. — 340 с. — (Психологические технологии). — 3,000 экз. — ISBN 978-5-8291-1128-1.
- Неизвестный Юнг. Собрание переводов / Терин В. П.. — М.: Колос, 2010. — 188 с. — ISBN 978-5-10-004084-2.
- Психология бессознательного. — 2-е изд. — М.: Когито-Центр, 2010. — 352 с. — 2,000 экз. — ISBN 978-5-89353-240-1.
- Символическая жизнь. — 2-е изд. — М.: Когито-Центр, 2010. — 326 с. — (Карл Густав Юнг. Сочинения). — 2,000 экз. — ISBN 978-5-89353-241-8.
- Красная книга. — Клуб Касталия, 2011. — 396 с.
- Аналитическая психология: Семинары К. Г. Юнга 1925 г. — М.: Клуб Касталия, 2013. — 200 с. — (Неизвестный Юнг).
- Анализ Сновидений. Семинары (осень 1928 г. — лето 1929 г.). — М.: Клуб Касталия, 2014. — 304 с. — (Неизвестный Юнг).
- Анализ Сновидений. Семинары (осень 1929 г. — лето 1930 г.). — М.: Клуб Касталия, 2014. — 396 с. — (Неизвестный Юнг).
- Совм. с Г. Симаном. Восток и Запад: Западная психология и восточная йога. — М.: Клуб Касталия, 2016. — 394 с.
- Человек и его символы. — Серебряные нити, 2017. — 352 с. — ISBN 978-5-902582-37-3.
- Лекции в клубе Зофингия. Аналитическая психология. Семинары. 1925 г. — М.: Клуб Касталия, 218. — 332 с.